# Veverské Knínice
Pour les articles homonymes, voir Knínice.
Veverské Knínice (en allemand : Deutsch Kinitz) est une commune du district de Brno-Campagne, dans la région de Moravie-du-Sud, en République tchèque. Sa population s'élevait à 941 habitants en 2020.

## Géographie
Veverské Knínice se trouve à 7 km au nord de Rosice, à 16 km à l'ouest- nord-ouest de Brno et à 170 km au sud-est de Prague.
La commune est limitée par Hvozdec au nord et au nord-est, par Brno à l'est, par Ostrovačice au sud, par Říčany au sud-ouest, et par Říčky à l'ouest.

## Histoire
La première mention écrite de la localité date de 1233.